# Alfie Deyes
Alfie Deyes, född 17 september 1993, är en Youtubevloggare från Storbritannien. Han har tre kanaler som heter PointlessBlog, PointlessBlogVlogs och PointlessBlogGames. Sedan 2014 har han släppt tre böcker i hans Pointless Book-serie.